# 天府艺术公园
天府艺术公园是中华人民共和国四川省成都市金牛区的一个公园，位于金泉街道金牛大道金牛坝路388号，北三环路外侧，于2021年开放。公园南靠三环路，北侧紧邻金牛宾馆，西侧是金牛坝路，东侧是华严路。天府艺术公园占地4.18公頃（62.7亩），园内设有迎桂湖（主湖）、荷华湖、芳菲湖、成都市天府美术馆、成都市当代艺术馆（由成都美院运营）、天府人文艺术图书馆、川剧艺术馆、文博坊、文商坊、文创坊。